# Орламюнде
Орламюнде (на немски: Orlamünde) е град в Тюрингия, Германия, с 1140 жители (2015). Намира се на река Зале.